# حق العودة
حق العودة هو مبدأ من مبادئ القانون الدولي الذي يكفل حق كل فرد في العودة الطوعية إلى بلده الأصلي أو جنسيته. ويمكن أن ينص دستور البلد أو قانونه على حق العودة القائم على الوطنية أو الجنسية أو النسب، كما أن بعض البلدان تنكر حق العودة في حالات معينة أو بشكل عام.
صيغ هذا الحق في عدة معاهدات واتفاقيات حديثة، أبرزها الإعلان العالمي لحقوق الإنسان لعام 1948، والمعاهدة الدولية الخاصة بالحقوق المدنية والسياسية لعام 1966، واتفاقية جنيف الرابعة لعام 1948. وقيل إن اتفاقيات جنيف قد أصبحت ضمن القواعد العرفية للقانون الدولي العام وأن حق العودة ملزم لغير الموقعين على الاتفاقيات.
وكثيرًا ما يلجأ ممثلو جماعات اللاجئين إلى حق العودة للتأكيد على أن لهم الحق في العودة إلى البلد الذي شُردوا منه.

## تاريخ
يعتبر حق الفرد في مغادرة بلده والعودة إليه من حقوق الإنسان ويستند إلى القانون الطبيعي. وكان حق العودة في العصور القديمة مرتبطًا من قبل الفلاسفة بحق السفر.

### سوابق قديمة
توجد حالات عديدة مسجلة في التاريخ القديم سمح فيها للأشخاص الذين رُحلوا أو طُردوا من مدينتهم أو وطنهم بالعودة (أو شجعوا على ذلك)، وعادة ما يتغير توازن القوى العسكرية والسياسية التي تسببت في نفيهم. غير أنه في هذه الحالات، مُنح السكان المنفيون خيار العودة، ولم يعترف قط بأن لهم حقًا أصيلًا في العودة
ومن الأمثلة الشهيرة على ذلك العودة إلى صهيون، التي منحها ملك اليهود كورش الكبير لليهود الذين طردوا من مملكة يهوذا إلى النفي البابلي للعودة إلى أرض أجدادهم وإعادة بناء القدس. وقد سُجلت هذه القضية في الكتاب العبري المقدس (سفر عزرا وسفر النحيميا) وكثيراً ما يستشهد بهذه القضية باعتبارها سابقة من جانب الصهاينة الحديثيين، كما أنها ألهمت جماعات أخرى تسعى إلى مواصلة عودتها.
طردت أثينا وشردت سكان ميلوس وإيجينا ومدن أخرى أثناء الحرب البيلوبونيسية (بيع بعضهم في سوق العبيد). قام الجنرال سبرتان ليساندر بعد انتصار سبارتا عام 405 قبل الميلاد ببذل جهود متضافرة لجمع هؤلاء المنفيين وإعادتهم إلى مدنهم الأصلية.

### الميثاق الأعظم
يمكن الاطلاع على أول قانون مدون يضمن حق العودة في الميثاق الأعظم:
سيكون من المشروع في المستقبل أن يغادر أي إنسان ويعود إلى مملكتنا دون أذى ودون خوف برًا أو بحرًا وأن يحافظ على ولائه لنا، إلا في وقت الحرب، لفترة قصيرة، من أجل المصلحة المشتركة للمملكة. يُستثنى من هذا البند الأشخاص الذين سُجنوا أو حُرموا وفقًا لقانون الأرض والأشخاص الذين من بلد في حالة حرب معنا، والتجار (الذين سيجري التعامل معهم على النحو المذكور أعلاه).

### الدستور الفرنسي لعام 1791
يتمثل أولى الأمثلة على القانون الوطني الذي يعترف بحق العودة في الدستور الفرنسي لعام 1791، الذي سُن في 15 ديسمبر عام 1790:
«تكمن حرية كل فرد في الذهاب أو البقاء أو المغادرة دون توقف أو اعتقال، ما لم يكن ذلك وفقًا للإجراءات المنصوص عليها في الدستور».
وقد وضع الدستور حدًا للاضطهاد والتمييز اللذين طال أمدهما على مدى قرون من الزمان بين أهل الهوغونوتيون (البروتستانتيين الفرنسيون).

وبالتزامن مع جعل جميع البروتستانتيين المقيمين في فرنسا مواطنين كاملي الحقوق، ينص القانون الصادر في 15 ديسمبر عام 1790 على ما يلي:
«جميع الأشخاص المولودين في بلد أجنبي وينحدرون لأي مرتبة سواء كان رجلًا أو امرأة فرنسية اغتربوا لأسباب دينية، هم مواطنون فرنسيون (فرنسيون عاديون) ويستفيدون من الحقوق المرتبطة بهذه الصفة إذا عادوا إلى فرنسا، وحددوا محل إقامتهم هناك وأدّوا القسم المدني».
وعندما أُلغي مرسوم نانت وطرد الهوغونوتيون قبل أكثر من قرن من الزمان، وكان هناك عدد كبير من المغتربين في العديد من البلدان، حيث كانوا في كثير من الأحيان يتزوجون مع سكان البلد المضيف (انظر مرسوم بوتسدام).
وعلى هذا فإن القانون يمكن أن يمنح الجنسية الفرنسية للعديد من البريطانيين والألمان وجنوب أفريقيا وغيرهم ــ ولو أن جزءًا ضئيلًا منهم استغل هذه الجنسية بالفعل. وكان هذا الخيار بالنسبة لأحفاد الهوغونيوت للحصول على الجنسية الفرنسية ظل مفتوحًا حتى عام 1945، وعندما أُلغي منذ حادثة احتلال فرنسا، وكان الفرنسيون غير راغبين في السماح للألمان من أصل الهوغونيوت بالاستفادة منه.

### استفتاءات شليسفيغ لعام 1920
في أعقاب حرب شليسفيغ الثانية في عام 1864، أصبحت منطقة شليسفيغ التي كانت خاضعة للحكم الدنمركي (دوقية شلسفيغ) سابقًا جزءًا من القيصرية الألمانية. وقد اختار عدد كبير من السكان، الذين يعرفون باسم (المخيرين)، الاحتفاظ بجنسيتهم الدانمركية ورفضوا الحصول على الجنسية الألمانية. ونتيجة لذلك، طردتهم السلطات البروسية من المنطقة.
وبعد نصف قرن من ذلك، وبعد هزيمة ألمانيا في الحرب العالمية الأولى، عقد استفتاء عام 1920 لتحديد مستقبل المنطقة. وطلبت الحكومة الدنماركية من الدول المتحالفة السماح لهؤلاء الدنمركيين المطرودين وذريتهم بالعودة إلى شليسفيغ وبالمشاركة في الاستفتاء. وقد مُنح هذا، رغم أن الكثير من المخيرين قد هاجروا إلى الولايات المتحدة في الوقت نفسه، ومعظم هؤلاء لم يعودوا في الواقع.

## الفهم القانوني للحق
وقد دُوّن مبدأ حق العودة في عدد من الصكوك الدولية، بما في ذلك:

اتفاقيتا لاهاي، المادة رقم 20:
20. وبعد انتهاء السلام، يُعاد أسرى الحرب إلى وطنهم في أسرع وقت ممكن.
وقد قيل إنه إذا كانت حقوق الإنسان تتطلب إعادة السجناء إلى وطنهم، فمن (الواضح) أن المدنيين المشردين أثناء الصراع يجب أن يسمح لهم أيضًا بالعودة إلى الوطن.
الإعلان العالمي لحقوق الإنسان: المادة رقم 13:
1. لكل فرد الحق في حرية التنقل والإقامة داخل حدود كل دولة.
2. لكل فرد الحق في مغادرة أي بلد، بما في ذلك بلده، وفي العودة إلى بلده.

العهد الدولي الخاص بالحقوق المدنية والسياسية، المادة رقم 12 (البند 4):
4.  ولا يجوز حرمان أي شخص من حقه في دخول بلده بصورة تعسفية.
اتفاقية جنيف الرابعة، المادة رقم 49:
49. تحظر عمليات النقل القسري الفردي أو الجماعي، وكذلك ترحيل الأشخاص المحميين من الأراضي المحتلة إلى أراضي السلطة القائمة بالاحتلال أو إلى أراضي أي بلد آخر، محتل أو غير محتل، بصرف النظر عن دوافعه. ومع ذلك، يجوز للسلطة القائمة بالاحتلال أن تقوم بإجلاء كامل أو جزئي لمنطقة معينة إذا تطلب ذلك أمن السكان أو لأسباب عسكرية حتمية. ... ويُعاد الأشخاص الذين يتم إجلاؤهم على هذا النحو إلى ديارهم بمجرد توقف الأعمال العدائية في المنطقة المعنية.
الاتفاقية الدولية للقضاء على جميع أشكال التمييز العنصري، المادة رقم 5 د (البند الثاني):
حق الفرد في مغادرة أي بلد، بما في ذلك بلده، وفي العودة إلى بلده.
وهناك بعض الجدل القائم بين العلماء حول كيفية تفسير هذه المواد.